# Chróścice (stacja kolejowa)
Chróścice – stacja kolejowa w miejscowości Chróścice, w województwie opolskim, w powiecie opolskim, w gminie Dobrzeń Wielki, w Polsce.

## Ruch pasażerski
| Rok  | Wymiana pasażerska na dobę |
| ---- | -------------------------- |
| 2017 | 10-19                      |
| 2022 | 0-9                        |

## Połączenia
- Opole Główne
- Jelcz-Laskowice